# Arnulf Klett
Arnulf Klett, född 1905, död 1974, tysk jurist och politiker, borgmästare i Stuttgart 1945-1974.
Klett tog studentexamen 1923 vid Dillmann-gymnasiet i Stuttgart. 1928 tog han juristexamen i Tübingen och från 1930 arbetade han som advokat i Stuttgart. 
Klett var en kritiker av nazistregimen och valdes 1945 till borgmästare i Stuttgart av den franska militärförvaltningen. 1948 ägde de första fria valen till borgmästare rum och Klett återvaldes. Han är med sina 29 år i ämbetet den som suttit längst som borgmästare i Stuttgart. Han efterträddes av Manfred Rommel. 
1961 grundades han tillsammans med Strasbourgs borgmästare Pierre Pflimlin ett vänortsamarbete. Klett arbetade under många år med att förbättra relationerna mellan Frankrike och Tyskland. 
Klett arbetade med att förbättra kollektivtrafiken och det var på hans initiativ som stora delar av dagens Stuttgarts stadsbana skapades. När centralstationen Stuttgart Hauptbahnhof byggdes samman med den underjordiska spårvagnsstationen och S-Bahnstationen fick den nya platsen sitt namn efter Klett 1976. Klett har samtidigt kritiserats för hur man under hans tid som borgmästare valde att återuppbygga centrala Stuttgart efter kriget. Det gamla Stuttgart kom nästan helt att försvinna, då gamla hus som till exempel Kronprinzenpalais ersattes av nybyggnationer.